# فینال جام در جام اروپا ۱۹۸۳
فینال جام در جام اروپا ۱۹۸۳، رقابت پایانی جام در جام اروپا در سال ۱۹۸۳ میلادی است که مابین دو تیم باشگاه فوتبال آبردین و باشگاه فوتبال رئال مادرید برگزار شده‌است.
این مسابقه که در تاریخ ۱۱ مه ۱۹۸۳ انجام شده‌است با نتیجه ۲ بر ۱ به سود تیم باشگاه فوتبال آبردین به پایان رسید.